# تولسهانت میجر
تولسهانت میجر (به انگلیسی: Tolleshunt Major) یک روستا و محله مدنی در بریتانیا است که در مالدن واقع شده‌است. تولسهانت میجر ۶۹۵ نفر جمعیت دارد.